# Kozmetičar
Kozmetičar,  daje usluge njegovanja i uljepšavanja lica i kože tijela, te dekorativnog i korektivnog šminkanja.

## Opis
Po završetku osnovne škole, upisuje srednjoškolski program Kozmetičar. Pri upisu potrebno je imati liječničku svjedodžbu o zdravstvenoj sposobnosti specijaliste medicine rada za obavljanje zanimanja. Obrazovanje zvanja kozmetičar traje tri godine, dok u nekim školama i četiri godine. Po završetku školovanja stječe se zvanje kozmetičar i polaže se stručni ispit. Dobiva se kvalifikacija za samostalan rad. Obrazovanje se provodi u okviru zanimanja za odrasle. Kozmetičar prvenstveno ima zadaću da brine o njezi tijela, kože kao bi sačuvao njenu ljepotu i učinio je zdravom. Također vrši usluge različitih kozmetičkih tretmana odnosno čišćenja lica, umanjivanja bora, strija, suvišnih dlaka, korekcija obrva, trepavica i depilacija. Također daje uslugu njegu i piling kože kao i masaže tijela i lica. Pomažu ljudima koji su prekomjerne težine, slabe cirkulacije i celulita. U posao kozmetičara ulaze poslovi manikiranja i pedikiranja, manikiranjem njeguje šake, prste, nokte na rukama, dok pedikiranjem njegu vrši na nogama, i to koži, noktima i prstima. U opisu posla je usluga dekorativnog i korektivnog šminkanja, naravno uz bezbroj savjeta. Obaveza kozmetičara je temeljno poznavanje dermatologije i anatomije. Uz takvo znanje prepoznaje svaku nedostatak i daje savjet klijentu, posebice u šminkeraju.  Mora biti kreativan sa smislom za estetiku s dosta smirenosti i strpljenja, kao naći realno rješenje između želje klijenta i realne mogućnosti.